# Покровское (сельское поселение станция Старица)
Покровское — деревня в Старицком районе Тверской области, входит в состав сельского поселения «Станция Старица». 

## География
Деревня расположена на берегу реки Нижняя Старица в 9 км на юго-запад от центра поселения посёлка Старица и в 18 км на запад от райцентра города Старица. 

## История
До постройки нового каменного храма в селе существовала деревянная церковь, которая находилась на старом кладбище. В начале XIX в. она сгорела со всей церковной утварью. Новая каменная церковь в селе была построена в 1816 г. на средства прихожан и помещика Цезаева. Престолов в храме было три: главный - во имя Покрова Пресвятой Богородицы, правый - во имя св. пророка Ильи и левый - во имя Крещения Господня. Приделы были пристроены в 1910 году. 
В конце XIX — начале XX века село входило в состав Прасковьинской волости Старицкого уезда Тверской губернии. В 1886 году в селе было 43 двора. В 1874 году в Покровском открыта 4-х классная земская школа.
С 1929 года деревня являлась центром Покровского сельсовета Старицкого района Ржевского округа Западной области, с 1935 года — в составе Калининской области, с 1994 года — центр Покровского сельского округа, с 2005 года — в составе Старицкого сельского поселения, с 2012 года — в составе сельского поселения «Станция Старица».
В годы Советской власти в деревне располагалась центральная усадьба колхоза им. В.И. Ленина.
До 2016 года в деревне действовала Покровская основная общеобразовательная школа.

## Население
| 1859 | 1886 | 1919 | 1997 | 2002 | 2010 |
| ---- | ---- | ---- | ---- | ---- | ---- |
| 280  | ↘257 | ↘216 | ↘117 | ↘89  | ↗90  |

## Достопримечательности
В деревне расположена действующая Церковь Покрова Пресвятой Богородицы (1826).